# Efecto Fujiwhara

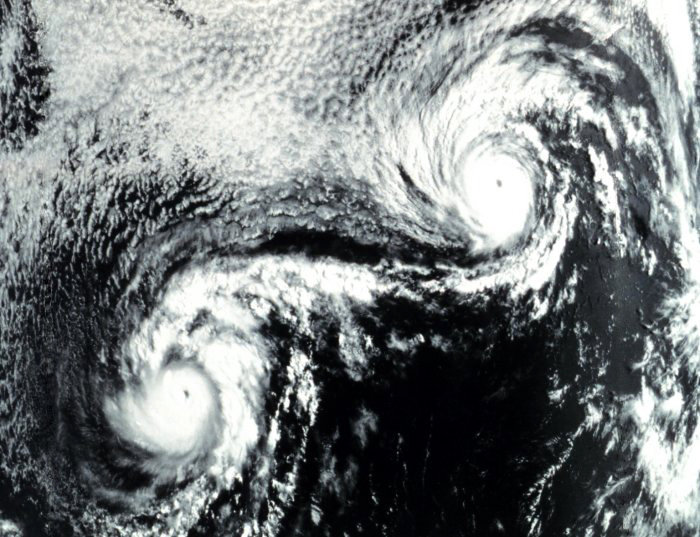
Los huracanes Ione (a la izquierda) y Kirsten (a la derecha) orbitando en torno de un centro situado entre ambos sistemas en 1974.

El efecto de Fujiwhara o interacción de Fujiwhara es un tipo de interacción entre dos vórtices ciclónicos, que produce que "orbiten" uno en torno al otro. 
El fenómeno es más fácilmente perceptible cuando dos ciclones tropicales se desarrollan en un mismo momento y comienzan a interactuar. Si la intensidad de ambos fuera equivalente, los dos ciclones empezarán a orbitar en torno a un punto entre ellos. En el caso contrario, si hubiere diferencias de intensidad, el vórtice mayor será el sistema dominante sobre el vórtice menor, obligando a este último a que "orbite" en torno a él. Finalmente, en general, el vórtice menor será absorbido por el mayor. Este efecto fue denominado "efecto Fujiwhara" en honor al meteorólogo japonés Sakuhei Fujiwhara, quien en 1921 describió el comportamiento motor de dos vórtices ciclónicos sobre el agua.
Se ha registrado este tipo de interacción en varias oportunidades. En 2005, cuando la tormenta tropical Alpha fue absorbido por el huracán Wilma en el Atlántico Norte. A fines de 2007, se produjo una interacción Fujiwhara cuando el tifón Hagibis modificó su trayectoria repentinamente en dirección al tifón Mitag, sobre el mar de la China Meridional al noreste de las Filipinas. En 2008, los ciclones Fame y Gula comenzaron a girar en torno a un centro en común situado entre ambos sistemas, sobre el océano Índico. En 2023, las tormentas Philippe y Rina se acercaron entre sí, otro ejemplo del efecto de Fujiwara